# Яшоварман I
Яшоварман I (кхмер. យឝោវម៌្មទី១) — император Кхмерской империи, правил в период 889—910 годов н. э.

## Ранние годы
После смерти Индравармана I началась междоусобная война двух его сыновей. Считается, что война велась на суше и на море Тонлесап. В итоге, в 889 году победил Яшоварман.

## Достижения Яшовармана I

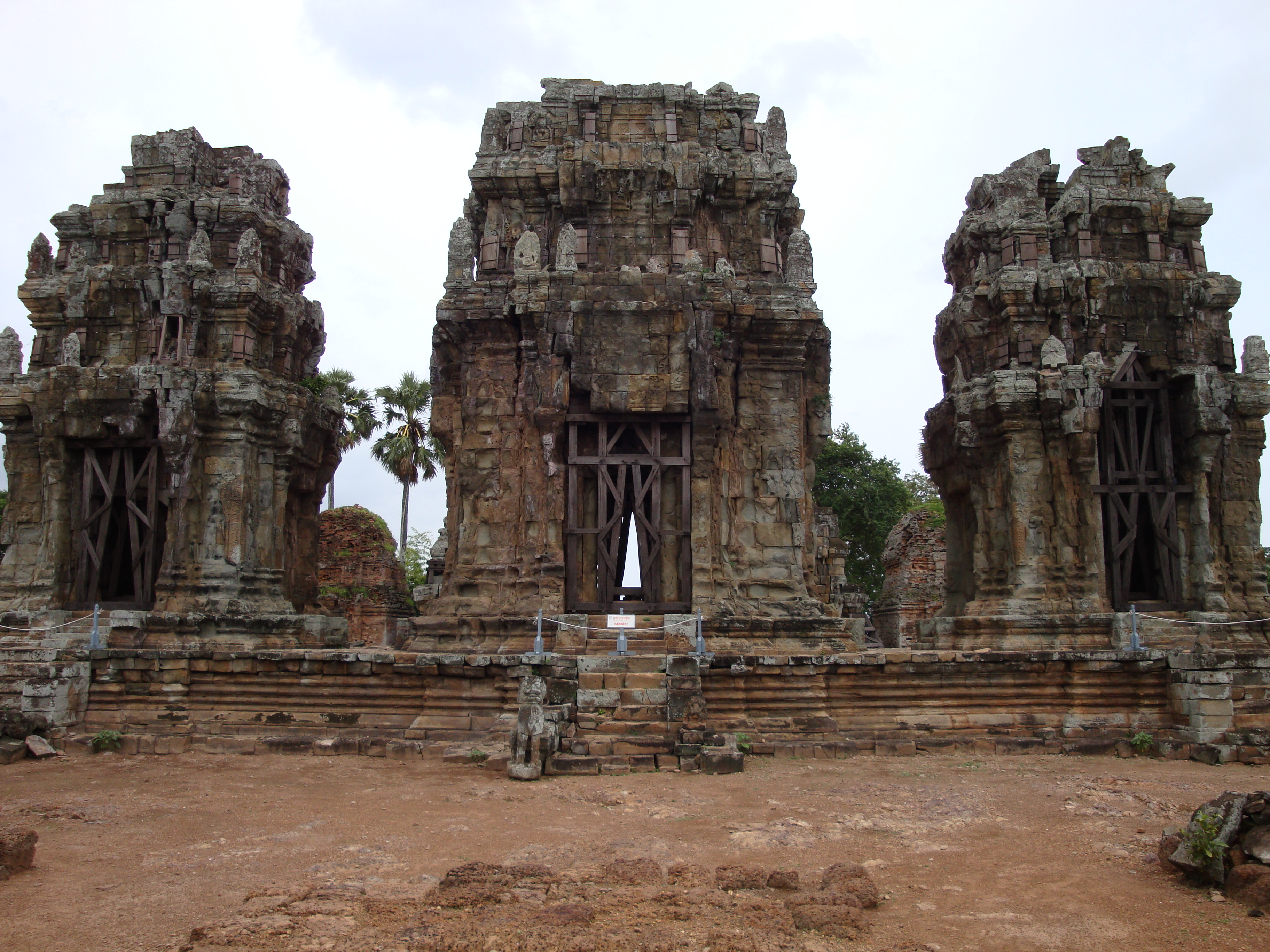
Пном Краом

В течение первого года своего правления он построил около 100 монастырей (ашрамов) по всему царству. Каждый ашрам был использован как место отдыха для монахов и царя во время его поездок. В 893 году прямо посередине барая Индрататака, начатого его отцом, ныне высохшего, строится храм Лолей.
В то же время он начинает строить огромный новый барай в своей новой столице — барай Яшодхарататака или Восточный Барай, в восемь раз больше, чем предыдущий.
Его главным достижением стал перенос столицы из Харихаралайя в Яшодхарапуру, где она оставалась в течение 500 лет. Именно здесь расположены многие великие и знаменитые религиозные памятники кхмерской культуры, например, Ангкор-Ват. Для переноса столицы существовало много причин. Во-первых, старая столица была переполнена храмами, построенными предыдущими правителями. Таким образом, решение было обусловлено религиозными причинами: для того, чтобы новый царь мог процветать, он должен построить свой собственный храм, а когда он умрет, этот храм должен стать его мавзолеем. Во-вторых, новая столица была ближе к реке Сиемреап и находится на полпути между плато Пном Кулени рекой Тонлесап. Перенеся столицу ближе к воде, Яшоварман получал выгоды, предоставляемые обеими реками. Он также построил дороги, соединившие старую и новую столицу.
Центром Яшодхарапуры становится естественный холм, на котором воздвигается храм Пном Бакхенг, для хранения его линги, также в его правление были построены такие храмы как храм Пном Краом и храм Пном Бок. Помимо них, строится множество культовых сооружений, в целях поддержки власти монарха многочисленными религиозными центрами.
В 910 году Яшоварман I умирает, принимая посмертное имя — Парамашивалока (кхмер. បរមសិវៈលោក).